# Højreby
Højreby er en bebyggelse i Søllested Sogn i Lolland Kommune, umiddelbart syd for Søllested. Den er sammenvokset med Søllested. 
Byen nævnes 1447. Den blev udskiftet i 1804. 
Højreby lå indtil Kommunalreformen 2007 i Højreby Kommune.